# Thessalonika af Makedonien
Thessalonika af Makedonien (352 eller 345 f.Kr – 295 f.Kr) var dronning af Makedonien, gift med kong Kassander af Makedonien. Hun var datter af Filip 2. af Makedonien og halvsøster til Alexander den Store.
 Der er for få eller ingen kildehenvisninger i denne artikel, hvilket er et problem. Du kan hjælpe ved at angive troværdige kilder til de påstande, som fremføres i artiklen.